# Ліа Томпсон
Ліа Кетлін Томпсон (англ. Lea Kathleen Thompson; нар. 31 травня 1961, Рочестер, Міннесота, США) — американська акторка і режисерка.

## Біографія
Ліа Томпсон народилася в родині співачки Барбари Томпсон і її чоловіка Кліффа. У дитинстві вона займалася балетом, а в 14 років стала професійною танцюристкою та отримала стипендію в Американському театрі балету (АТБ). Томпсон брала участь у понад 45 постановках АТБ, а також Балету Пенсільванії та Міннесотського театру балету. Її брат Ендрю також став професійним артистом балету.
Томпсон вирішила піти з балету і стати акторкою, у 20 років вона переїхала до Нью-Йорка, спочатку знімалася в рекламних роликах компанії Burger King і музичних кліпах. 1983 року з виходом фільмів «Щелепи 3» і «Тільки вірні ходи» дебютувала в кіно. Найбільш відомою акторською роботою Томпсон стала роль Лоррейн Бейнс в кінотрилогії «Назад у майбутнє». У 1980-ті роки й на початку 1990-х вона багато знімалася в кіно, а з середини 1990-х стала переважно акторкою телебачення. Томпсон грала головну роль в ситкомі «Кароліна в Нью-Йорку», який транслювався на каналі NBC з 1995 по 2000 роки.
У 2000-і роки знімалася переважно в маловідомих телевізійних фільмах, грала епізодичні ролі в телесеріалах і в театрі. В середині 2000-х зіграла головну роль в серії з дев'яти повнометражних фільмів «Джейн Доу» виробництва Hallmark, два з цих фільмів вона зняла як режисерка.

### Особисте життя
В середині 1980-х років зустрічалася з актором Деннісом Квейдом. 1989 року Томпсон одружилася з режисером Говардом Дойчем, з яким познайомилася на зніманні фільму «Щось чудове» в 1987 році. У них дві дочки — Мейделін (народилася в 1991 році) і Зої (в 1994). Зої Дойч теж стала акторкою.

### Кінематограф
Працюючи офіціанткою, Ліа Томпсон вперше з'явилася на телеекранах в рекламних відеороликах Burger King і Twix. 1982 року вона озвучувала персонажку Сесили Лопер у детективній комп'ютерній грі «MysteryDisc: Murder, Anyone?».
У кінематографі акторка дебютувала в 1983 році у фільмі жахів Джо Елвза «Щелепи 3» (в прокат він вийшов під назвою «Щелепи: Третій вимір»). У тому ж році Ліа отримала роль у кінострічці режисера Майкла Чепмена «Тільки вірні ходи». З самого початку своєї акторської кар'єри не раз з'являлася в кадрі оголеною, в тому числі в кінострічці «Тільки вірні ходи», де партнером акторки по знімальному майданчику став Том Круз.
Рік по тому вона зіграла Еріку в трилері Джона Міліуса «Червоний світанок» і Аніту в комедії Арта Лінсона «Без гальм». Але популярність Лії Томпсон принесла роль Лоррейн Бейнс в кінострічці Роберта Земекіса «Назад у майбутнє» (1985). Акторка зіграла свою персонажку і в наступних частинах трилогії в 1989-1990 роках.
Наступного року грала Кетрін у фантастичному пригодницькому фільмі Гаррі Вайнера «Пікнік в космосі» і демонструвала вокальні дані в пригодницькій музичній комедії Вілларда Гайка «Говард-качка». Хоча в ролі виконавчого продюсера виступав Джордж Лукас, кінокритика високо оцінила фільм. За роль Аманди в мелодрамі Говарда Дойча «Чудеса свого роду» в 1987 році здобула премію «За найкращу жіночу роль».
У 1988 році знялася в ролі Сібіл в драмі Дженні Бовена «Чарівник самотності» і в ролі Сільвії Вайн в епізоді серіалу «Байки зі склепу». За роль Саллі Метьюс в драмі Пітера Маркля «Спалах у темряві» Ліа Томпсон номінована на премію за досягнення в галузі телебачення ACE Award. Також акторка з'явилася в сімейної комедії Ніка Касла «Денніс-мучитель» (1993 рік) і в сімейній мелодрамі Пенелопи Сфіріс «Маленькі негідники».
З 1995 по 1999 рік знімалася у головній ролі в мелодраматичному комедійному серіалі «Кароліна в Нью-Йорку» режисерів Джеймса Берроуза, Теда Васса, Вілла МакКензі. Її героїня — Кароліна Даффі — карикатуристка з Мангеттену, яка працює і будує особисте життя, стикаючись з курйозними ситуаціями. За цю роботу Ліа Томпсон здобула премію «Народний вибір» в номінації «Найкраща жіноча роль».
Потім акторка зробила паузу в кінематографі, а знімальному майданчику воліла бродвейські постановки, а потім з'явилася в драматичному серіалі під назвою «Для людей». Після цього вийшов телевізійний фільм за участю Тоні Данцев і Бетті Вайт під назвою «Украдене Різдво».
З самого початку своєї кар'єри Ліа Томпсон безперервно знімалася у різних фільмах і телесеріалах: на рахунку акторки 87 зіграних ролей, 4 режисерських роботи, 4 продюсерських проєкти та 1 сценарій. Крім того, в 47 проєктах вона зіграла камео.
2014 року акторка виступала з Артемом Чигвинцевим в 19-му сезоні «Танці із зірками».

## Вибрана фільмографія
| Рік       |    | Українська назва                    | Оригінальна назва                 | Роль                            |
| --------- | -- | ----------------------------------- | --------------------------------- | ------------------------------- |
| 1983      | ф  | Щелепи 3                            | Jaws 3D                           | Келлі Енн Буковські             |
| 1983      | ф  | Тільки вірні ходи                   | All the Right Moves               | Ліза Літцке                     |
| 1984      | ф  | Червоний світанок                   | Red Dawn                          | Еріка Мейсон                    |
| 1985      | ф  | Назад у майбутнє                    | Back to the Future                | Лоррейн Бейнс (МакФлай)         |
| 1986      | ф  | Качур Говард                        | Howard the Duck                   | Беверлі Свіцлер                 |
| 1989      | ф  | Назад у майбутнє 2                  | Back to the Future Part II        | Лоррейн Бейнс                   |
| 1989      | с  | Байки зі склепу                     | Tales from the Crypt              | Сільвія Вейн                    |
| 1990      | ф  | Назад у майбутнє 3                  | Back to the Future Part III       | Меггі МакФлай / Лоррейн МакФлай |
| 1993      | ф  | Селюки з Беверлі-Гіллз              | The Beverly Hillbillies           | Лора Джексон                    |
| 1993      | ф  | Денніс-мучитель                     | Dennis the Menace                 | місіс Еліс Мітчелл              |
| 1994      | ф  | Маленькі негідники                  | The Little Rascals                | місс Робертс                    |
| 1995      | с  | Друзі                               | Friends                           | Керолайн Даффі                  |
| 2004      | с  | Закон і порядок: Спеціальний корпус | Law & Order: Special Victims Unit | Мішель Осборн                   |
| 2009      | ф  | Детектив Рок Слайд                  | Rock Slyde                        | Майстер Бартологіст             |
| 2011      | ф  | Дж. Едгар                           | J. Edgar                          | Лела Роджерс                    |
| 2011      | мс | Робоцип                             | Robot Chicken                     | Лоррейн Бейнс                   |
| 2011—2017 | с  | Переплутані при народженні          | Switched at Birth                 | Кетрін Кенніш                   |
| 2013      | мс | Сім'янин                            | Family Guy                        | Лоррейн Макфлай                 |
| 2013      | с  | CSI: Місце злочину                  | CSI: Crime Scene Investigation    | Дженніфер Роудс                 |
| 2014      | ф  | Залишені                            | Left Behind                       | Ірен Стіл                       |
| 2014—2017 | мс | Пенн Зеро: Герой на півставки       | Penn Zero: Part-Time Hero         | Вонні Зеро                      |
| 2016      | мс | Американський тато!                 | American Dad!                     | Керолайн Даффі                  |
| 2016—2017 | с  | Скорпіон                            | Scorpion                          | Вероніка Дінін                  |
| 2020      | с  | Ґолдберги                           | The Goldbergs                     | Френ                            |
| 2022      | с  | Зоряний шлях: Пікар                 | Star Trek: Picard                 | доктор Діана Вернер             |
| 2023      | мс | Невразливий                         | Invincible                        | Керол                           |